# Paul Alexander
Paul Alexander est un scénariste britannique. Il est notamment le créateur de la série My Spy Family.